# Nanometra
Nanometra is een geslacht van haarsterren uit de familie Antedonidae.

## Soorten
- Nanometra bowersi (A.H. Clark, 1907)
- Nanometra clymene A.H. Clark, 1912
- Nanometra duala Rowe, 1989
- Nanometra johnstoni John, 1939